# Bobsleigh nos Jogos Olímpicos de Inverno de 2022 - Equipes masculinas
A competição de equipes masculinas do bobsleigh nos Jogos Olímpicos de Inverno de 2022 foi disputada em 19 e 20 de fevereiro no Centro Nacional de Pistas de Yanting, em Pequim.
Francesco Friedrich, Thorsten Margis, Candy Bauer e Alexander Schüller, da Alemanha, conquistaram a medalha de ouro, com Friedrich defendendo com sucesso seu título olímpico de 2018. A segunda equipe da Alemanha pilotada por Johannes Lochner ganhou a medalha de prata e o trenó do Canadá, pilotado por Justin Kripps, obteve o bronze.

## Medalhistas
|  | GER Alemanha                                                       |  | GER Alemanha                                                    |  | CAN Canadá                                        |
|  | Francesco Friedrich Thorsten Margis Candy Bauer Alexander Schüller |  | Johannes Lochner Florian Bauer Christopher Weber Christian Rasp |  | Justin Kripps Ryan Sommer Cam Stones Ben Coakwell |

## Resultados
As duas primeiras descidas foram disputadas em 19 de fevereiro e as duas restantes, onde foram definidas as medalhas, no dia seguinte:
| Pos.              | Bib | Atletas                                                              | CON                 | Descida 1 | Pos. | Descida 2 | Pos. | Descida 3 | Pos. | Descida 4 | Pos. | Total   | Dif.  |
| ----------------- | --- | -------------------------------------------------------------------- | ------------------- | --------- | ---- | --------- | ---- | --------- | ---- | --------- | ---- | ------- | ----- |
| Medalha de ouro   | 4   | Francesco Friedrich Thorsten Margis Candy Bauer Alexander Schüller   | GER Alemanha        | 58.29     | 2    | 58.71     | 1    | 58.17     | 1    | 59.13     | 1    | 3:54.30 | —     |
| Medalha de prata  | 6   | Johannes Lochner Florian Bauer Christopher Weber Christian Rasp      | GER Alemanha        | 58.13     | 1    | 58.90     | 3    | 58.34     | 2    | 59.30     | 5    | 3:54.67 | +0.37 |
| Medalha de bronze | 5   | Justin Kripps Ryan Sommer Cam Stones Ben Coakwell                    | CAN Canadá          | 58.38     | 3    | 59.00     | 5    | 58.44     | 5    | 59.27     | 3    | 3:55.09 | +0.79 |
| 4                 | 12  | Christoph Hafer Michael Salzer Matthias Sommer Tobias Schneider      | GER Alemanha        | 58.60     | 5    | 58.95     | 4    | 58.35     | 3    | 59.25     | 2    | 3:55.15 | +0.85 |
| 5                 | 9   | Oskars Ķibermanis Dāvis Spriņģis Matīss Miknis Edgars Nemme          | LAT Letônia         | 58.70     | 7    | 58.86     | 2    | 58.41     | 4    | 59.30     | 5    | 3:55.27 | +0.97 |
| 6                 | 8   | Brad Hall Taylor Lawrence Nick Gleeson Greg Cackett                  | GBR Grã-Bretanha    | 58.60     | 5    | 59.09     | 6    | 58.65     | 6    | 59.38     | 7    | 3:55.72 | +1.42 |
| 7                 | 7   | Rostislav Gaitiukevich Mikhail Mordasov Pavel Travkin Aleksei Laptev | ROC                 | 58.54     | 4    | 59.24     | 8    | 58.81     | 7    | 59.56     | 14   | 3:56.15 | +1.85 |
| 8                 | 14  | Maxim Andrianov Alexey Zaitsev Vladislav Zharovtsev Dmitrii Lopin    | ROC                 | 58.82     | 9    | 59.30     | 9    | 59.03     | 9    | 59.40     | 8    | 3:56.55 | +2.25 |
| 9                 | 15  | Christopher Spring Cody Sorensen Sam Giguère Mike Evelyn             | CAN Canadá          | 59.10     | 12   | 59.33     | 10   | 59.10     | 10   | 59.46     | 11   | 3:56.99 | +2.69 |
| 10                | 13  | Hunter Church Joshua Williamson Kristopher Horn Charlie Volker       | USA Estados Unidos  | 58.91     | 11   | 59.70     | 19   | 58.96     | 8    | 59.49     | 13   | 3:57.06 | +2.76 |
| 11                | 11  | Michael Vogt Luca Rolli Cyril Bieri Sandro Michel                    | SUI Suíça           | 59.23     | 13   | 59.22     | 7    | 59.18     | 12   | 59.44     | 9    | 3:57.07 | +2.77 |
| 12                | 10  | Benjamin Maier Sascha Stepan Markus Sammer Kristian Huber            | AUT Áustria         | 58.76     | 8    | 59.46     | 11   | 59.17     | 11   | 1:00.10   | 20   | 3:57.49 | +3.19 |
| 13                | 2   | Mihai Tentea Raul Dobre Ciprian Daroczi Cristian Radu                | ROU Romênia         | 58.87     | 10   | 59.55     | 13   | 59.30     | 14   | 59.93     | 18   | 3:57.65 | +3.35 |
| 13                | 17  | Frank Del Duca Carlo Valdes James Reed Hakeem Abdul-Saboor           | USA Estados Unidos  | 59.26     | 14   | 59.56     | 15   | 59.39     | 17   | 59.44     | 9    | 3:57.65 | +3.35 |
| 15                | 3   | Patrick Baumgartner Eric Fantazzini Alex Verginer Lorenzo Bilotti    | ITA Itália          | 59.36     | 17   | 59.72     | 20   | 59.34     | 15   | 59.28     | 4    | 3:57.70 | +3.40 |
| 16                | 25  | Sun Kaizhi Wu Qingze Wu Zhitao Zhen Heng                             | CHN China           | 59.38     | 18   | 59.65     | 18   | 59.47     | 19   | 59.47     | 12   | 3:57.97 | +3.67 |
| 17                | 27  | Li Chunjian Ding Song Ye Jielong Shi Hao                             | CHN China           | 59.31     | 16   | 59.55     | 13   | 59.46     | 18   | 59.66     | 17   | 3:57.98 | +3.68 |
| 18                | 20  | Won Yun-jong Kim Jin-su Jung Hyun-woo Kim Dong-hyun                  | KOR Coreia do Sul   | 59.45     | 19   | 59.60     | 16   | 59.38     | 16   | 59.59     | 15   | 3:58.02 | +3.72 |
| 19                | 18  | Romain Heinrich Lionel Lefebvre Dorian Hauterville Jérôme Laporal    | FRA França          | 59.29     | 15   | 59.53     | 12   | 59.29     | 13   | 1:00.06   | 19   | 3:58.17 | +3.87 |
| 20                | 1   | Edson Bindilatti Rafael Souza da Silva Erick Jerônimo Edson Martins  | BRA Brasil          | 59.49     | 20   | 59.60     | 16   | 59.78     | 23   | 59.61     | 16   | 3:58.48 | +4.18 |
| 21                | 21  | Dominik Dvořák Jan Šindelář Jakub Nosek Dominik Záleský              | CZE República Checa | 59.71     | 23   | 59.80     | 21   | 59.65     | 22   | —         | —    | 2:59.16 | —     |
| 22                | 22  | Markus Treichl Markus Glueck Sebastian Mitterer Robert Eckschlager   | AUT Áustria         | 59.53     | 21   | 1:00.07   | 24   | 59.59     | 21   | —         | —    | 2:59.19 | —     |
| 23                | 16  | Taylor Austin Daniel Sunderland Chris Patrician Jacob Dearborn       | CAN Canadá          | 59.67     | 22   | 59.81     | 22   | 59.79     | 24   | —         | —    | 2:59.27 | —     |
| 24                | 19  | Simon Friedli Adrian Fassler Fabio Badraun Andreas Haas              | SUI Suíça           | 59.71     | 23   | 1:00.01   | 23   | 59.57     | 20   | —         | —    | 2:59.29 | —     |
| 25                | 24  | Suk Young-jin Kim Hyeong-geun Kim Tae-yang Shin Ye-chan              | KOR Coreia do Sul   | 59.74     | 25   | 1:00.31   | 26   | 59.91     | 25   | —         | —    | 2:59.96 | —     |
| 26                | 23  | Ivo de Bruin Jelen Franjic Janko Franjic Dennis Veenker              | NED Países Baixos   | 59.85     | 26   | 1:00.07   | 24   | 1:00.08   | 27   | —         | —    | 3:00.00 | —     |
| 27                | 28  | Mattia Variola Robert Mircea Alex Pagnini Delmas Obou                | ITA Itália          | 1:00.25   | 27   | 1:00.33   | 27   | 1:00.07   | 26   | —         | —    | 3:00.65 | —     |
| 28                | 26  | Shanwayne Stephens Ashley Watson Rolando Reid Matthew Wekpe          | JAM Jamaica         | 1:00.80   | 28   | 1:01.39   | 28   | 1:01.23   | 28   | —         | —    | 3:03.42 | —     |

Legenda
| Recorde mundial      | Recorde mundial (World record)               |                       | Recorde africano                      | Recorde africano (African) |                                           | Q | Classificado por posição (Qualified) |
| Recorde olímpico     | Recorde olímpico (Olympic record)            | Recorde da América    | Recorde da América (Americas)         | q                          | Classificado por melhor tempo (Qualified) |   |                                      |
| Melhor marca do ano  | Melhor marca do ano (World leading)          | Recorde asiático      | Recorde asiático (Asian)              | DNS                        | Não largou (Did not start)                |   |                                      |
| Recorde nacional     | Recorde nacional (National record)           | Recorde europeu       | Recorde europeu (European)            | DNF                        | Não terminou (Did not finish)             |   |                                      |
| Recorde pessoal      | Recorde pessoal do atleta (Personal best)    | Recorde da Oceania    | Recorde da Oceania (Oceania)          | DSQ / DQ                   | Desclassificado (Disqualified)            |   |                                      |
| Recorde da temporada | Recorde da temporada do atleta (Season best) | Recorde sul-americano | Recorde sul-americano (South America) | NM                         | Sem marca (No mark)                       |   |                                      |